# AltspaceVR
AltspaceVR était une plateforme de réalité virtuelle sociale, fondée en 2013 et lancée en mai 2015. En 2017, elle a été acquise par Microsoft  et faisait désormais partie de la division Mixed Reality (à côtés de produits notables comme HoloLens et HoloLens 2 ) au sein du groupe Cloud and AI. Certains éléments de la plateforme apparaissent dans Microsoft Mesh .
La plate-forme se composait en grande partie d'espaces générés par les utilisateurs appelés "mondes", qui pouvaient être visités par d'autres utilisateurs. Des événements virtuels en direct y étaient fréquemment organisés. En plus de ces événements, AltspaceVR était une plate-forme sociale où les individus pouvaient se réunir, parler, collaborer et être co-présents en petits ou grands groupes.
La plate-forme accueillait régulièrement une grande variété d'événements allant de l'église VR , des rencontres LGBTQI+ , aux grandes conférences d'affaires et à des spectacles de magie.
En janvier 2023, Microsoft annonce que la plateforme fermera ses portes le 10 mars 2023,.

## Mondes
AltspaceVR est organisé en espaces appelés "mondes", qui peuvent être trouvés et accessibles via un menu flottant ou via des "téléporteurs" intra-mondes. Certains mondes importants, tels que le "Campfire", sont construits et entretenus par des développeurs officiels en tant que lieux de rencontre et d'interaction pour les utilisateurs.
Les menus internes d'Altspace comprennent une liste "en vedette" de mondes créés par des utilisateurs et une liste en temps réel des mondes les plus "populaires", classés par le nombre de visiteurs. D'autres menus répertorient les "événements" planifiés et en cours, qui se déroulent dans des mondes officiels ou générés par des utilisateurs.

## Événements
Les événements notables qui se déroulent au sein d'AltspaceVR :
- un défilé virtuel pour la Paris Fashion week 2020 [8]
- une première sur le tapis rouge de Baba Yaga avec les célébrités Jennifer Hudson et Daisy Ridley [9] qui a eu lieu dans un monde VR produit par Big Rock Creative.
- En 2020, AltspaceVR abritait BRCvr, un univers reconnu du multivers Burning Man[10] .

## Matériel pris en charge
AltspaceVR est disponible sur de nombreux casques VR dont :
- HTC Vive
- Oculus Rift/Rift-S
- Oculus Quête/Quête 2
- Appareils Windows Mixed Reality.

La plate-forme est également disponible en tant qu'application 2D pour les PC Apple et Windows.

## Matériel abandonné
Une application Android qui fournissait un accès 2D à AltspaceVR a été abandonnée en 2019.
Altspace a cessé de prendre en charge Google Daydream en 2019 La prise en charge des casques Oculus Gear  et Go  a été interrompue l'année suivante.